# Ditto (canción de NewJeans)
"Ditto" es una canción del grupo femenino surcoreano NewJeans. Fue publicada el 22 de diciembre de 2022. Producido por 250 e Ylva Dimberg, quien también tiene créditos de liricista junto a The Black Skirts, Oohyo y Minji. Con un sonido basado en el Baltimore club, la canción incorpora una producción electrónica y de baile de carácter baládico, con influencias de house, breakbeat y UK garage. La letra trata sobre el recuerdo de un amor platónico.
"Ditto" encabezó la lista digital Circle de Corea del Sur durante un récord de 13 semanas consecutivas. Alcanzó el puesto número ocho en el Billboard Global 200; lideró las listas en Indonesia, Singapur, Taiwán y Vietnam; y se ubicó entre los diez primeros en Japón, Hong Kong, Malasia y Filipinas. La canción ocupó el puesto 19 en la lista de 2023 de Rolling Stone sobre las 100 mejores canciones en la historia del K-pop.
El videoclip fue filmado en Daegu, y muestra a las integrantes del grupo como estudiantes de secundaria que graban su vida diaria con una videocámara. En 2023, ganó el premio a Canción del Año en los Asia Artist Awards, Korean Music Awards, MAMA Awards y Melon Music Awards. Más tarde ese mismo año, tanto la Korea Music Content Association como la Recording Industry Association of Japan certificaron Ditto como disco de platino por superar los 100 millones de reproducciones en sus respectivos países.

## Antecedentes y lanzamiento
El 10 de noviembre de 2022, ADOR anunció a través de las redes sociales de NewJeans que el grupo lanzaría su primer álbum sencillo, OMG, el 2 de enero de 2023. La directora ejecutiva y productora general, Min Hee-jin, declaró que el lanzamiento estaría precedido por un sencillo aún sin título, “preparado para el primer invierno del grupo con Bunnies (el fandom oficial de NewJeans)”, y que se lanzaría el 19 de diciembre. El título de la canción, “Ditto”, se anunció el 12 de diciembre mediante tres afiches animados: uno mostraba letras de la canción, mientras que los otros dos mostraban a dos conejos, uno rojo y otro blanco, corriendo. Ditto fue lanzada el 19 de diciembre junto con su videoclip.

## Música y letra
La canción está escrita en un compás de 8/4 y tiene un tempo rápido de aproximadamente 130 pulsaciones por minuto.Presenta una producción de estilo baládico basada en el Baltimore club, desarrollando las sensibilidades del dance presentes en canciones anteriores de NewJeans. Con un sonido principalmente electrónico y bailable Ditto comienza con pads de sintetizador atmosféricos sobre los que la integrante Hyein tararea. A medida que avanza, la canción incorpora una línea de bajo grave y hi-hats ocasionales sobre una base coral sintetizada.
Rolling Stone afirmó que las armonías vocales evocaban a los "grupos femeninos afroamericanos de principios de los 2000".
La letra fue escrita por la integrante del grupo Minji, Ylva Dimberg, The Black Skirts y Oohyo.
Críticos interpretaron la canción como una confesión de amor platónico.
NewJeans canta: “Mis sentimientos por ti, como los recuerdos que compartimos, han crecido tanto”, con la esperanza de que sean correspondidos. Minji comentó que, al escribir Ditto, imaginó una escena de “una montaña invernal que se sentía algo fría, pero cálida al mismo tiempo”, lo que la llevó a “colocar algunos objetos dentro de la montaña, por ejemplo, una casa en un árbol y una fogata”.

## Recepción crítica
JT Early, de Beats Per Minute, escribió que la canción “captura mejor el lado ‘invernal’ del grupo, refrescante y ligeramente más oscuro en su paisaje sonoro”. Sara Delgado, de Teen Vogue, consideró a Ditto como uno de los mejores lanzamientos del grupo hasta la fecha, mientras que Divyansha Dongre, de Rolling Stone India, dijo que la canción fue un “final fenomenal” para su “capítulo musical” de 2022. Rolling Stone la posicionó en el puesto 19 en su lista de 2023 de las 100 mejores canciones en la historia del K-pop. La revista Paste posicionó la canción en el puesto 23 de su lista de las 100 mejores canciones de la década de 2020 hasta ahora.

## Reconocimientos
Ditto ganó ocho premios al primer lugar en programas musicales de Corea del Sur, incluyendo una triple corona (tres premios) en Inkigayo. También obtuvo un Melon Weekly Popularity Award el 23 de enero de 2023.
| Ceremonia de premios      | Año  | Categoría                                     | Resultado       | Ref.   |
| ------------------------- | ---- | --------------------------------------------- | --------------- | ------ |
| Asia Artist Awards        | 2023 | Canción del Año                               | Ganado          | [ 16 ] |
| Premios Billboard         | 2023 | Mejor canción global de K-pop                 | Nominado        | [ 17 ] |
| Circle Chart Music Awards | 2024 | Artista del Año – Digital                     | Ganado          | [ 18 ] |
| Circle Chart Music Awards | 2024 | Artista del Año – Oyentes únicos en streaming | Ganado          | [ 18 ] |
| Clio Music Awards         | 2024 | Mejor videoclip musical                       | Preseleccionado | [ 19 ] |
| Golden Disc Awards        | 2024 | Daesang digital (Canción del Año)             | Ganado          | [ 20 ] |
| Golden Disc Awards        | 2024 | Bonsang digital (Premio principal)            | Ganado          | [ 20 ] |
| Japan Record Awards       | 2023 | Premio al trabajo sobresaliente               | Ganado          | [ 21 ] |
| Japan Record Awards       | 2023 | Gran Premio                                   | Nominado        | [ 21 ] |
| Korean Music Awards       | 2024 | Canción del Año                               | Ganado          | [ 22 ] |
| Korean Music Awards       | 2024 | Mejor canción de K-pop                        | Ganado          | [ 22 ] |
| MAMA Awards               | 2023 | Canción del Año                               | Ganado          | [ 23 ] |
| MAMA Awards               | 2023 | Mejor performance de baile – Grupo femenino   | Ganado          | [ 23 ] |
| Melon Music Awards        | 2023 | Canción del Año                               | Ganado          | [ 24 ] |
| Music Awards Japan        | 2025 | Mejor canción de K-pop en Japón               | Ganado          | [ 25 ] |

| Programa         | Fecha                | Ref.   |
| ---------------- | -------------------- | ------ |
| Show! Music Core | 7 de enero de 2023   | [ 26 ] |
| Show! Music Core | 14 de enero de 2023  | [ 27 ] |
| Show! Music Core | 28 de enero de 2023  | [ 28 ] |
| Show! Music Core | 4 de febrero de 2023 | [ 29 ] |
| Inkigayo         | 8 de enero de 2023   | [ 30 ] |
| Inkigayo         | 29 de enero de 2023  | [ 31 ] |
| Inkigayo         | 5 de febrero de 2023 | [ 32 ] |
| Music Bank       | 13 de enero de 2023  | [ 33 ] |

## Créditos
Créditos por Melon.
- Ylva Dimberg – producción, letra
- The Black Skirts – letra
- Oohyo – letra
- Minji – letra
- 250 – producción

## Listas
| Lista (2022–2023)                              | Mejor posición |
| ---------------------------------------------- | -------------- |
| Argentina (Argentina Hot 100)                  | 43             |
| Australia (ARIA)                               | 54             |
| Canadá (Canadian Hot 100)                      | 43             |
| Global 200 (Billboard)                         | 8              |
| Hong Kong (Billboard)                          | 3              |
| Indonesia (Billboard)                          | 1              |
| Japón (Japan Hot 100)                          | 9              |
| Japón – Singles combinados (Oricon)            | 13             |
| Malasia (Billboard)                            | 2              |
| Malasia – Internacional (RIM)                  | 8              |
| Países Bajos (Global 40)                       | 31             |
| Nueva Zelanda – Singles calientes (RMNZ)       | 11             |
| Filipinas (Billboard)                          | 2              |
| Portugal (AFP)                                 | 153            |
| Singapur (RIAS)                                | 1              |
| Corea del Sur (Billboard)                      | 1              |
| Corea del Sur (Circle)                         | 1              |
| Taiwán (Billboard)                             | 1              |
| Reino Unido (UK Singles Chart)                 | 95             |
| Reino Unido (UK Indie Chart)                   | 30             |
| EE. UU. – Billboard Hot 100                    | 82             |
| EE. UU. – World Digital Song Sales (Billboard) | 4              |
| Vietnam (Vietnam Hot 100)                      | 1              |

| Lista (2023)           | Mejor posición |
| ---------------------- | -------------- |
| Corea del Sur (Circle) | 1              |

| Lista (2023)           | Posición |
| ---------------------- | -------- |
| Global 200 (Billboard) | 52       |
| Japón (Japan Hot 100)  | 26       |
| Corea del Sur (Circle) | 1        |

| Lista (2024)           | Posición |
| ---------------------- | -------- |
| Japón (Japan Hot 100)  | 61       |
| Corea del Sur (Circle) | 32       |

## Certificaciones
| País          | Certificación | Año  | Detalles                      |
| ------------- | ------------- | ---- | ----------------------------- |
| Nueva Zelanda | Oro           | 2023 | Basado en ventas del sencillo |
| Streaming     |               |      |                               |
| Japón         | 2× Platino    | 2024 | Solo streaming (marzo)        |
| Corea del Sur | 2× Platino    | 2025 | Solo streaming (junio)        |